# Studentenbewegung

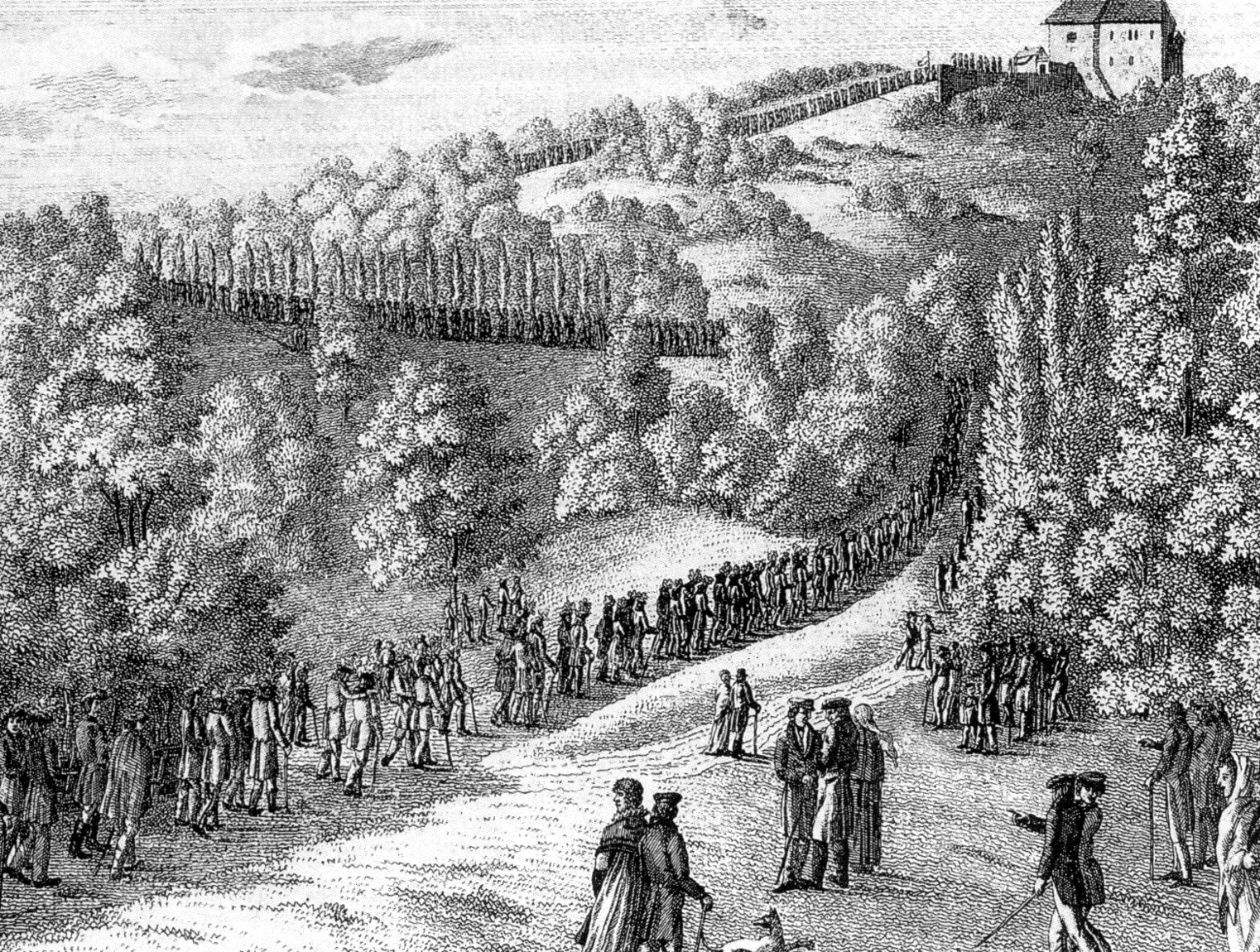
Zug der Studenten auf die Wartburg 1817

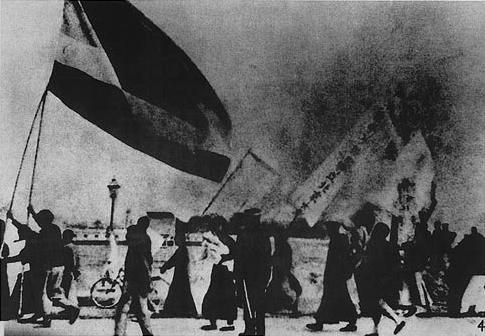
Studenten in Peking 1919

Eine Studentenbewegung ist eine politische Bewegung von hauptsächlich studentischen Teilnehmern, die ihren Ausgang von Universitäten nimmt. Sie steht oft in unmittelbarem Bezug zu einzelnen Maßnahmen der Regierung, kann aber auch die Form einer allgemeinen intellektuell und sozial motivierten außerparlamentarischen Opposition zum herrschenden System annehmen.

## Begriffliche Abgrenzung
Mittel des Protests waren und sind Demonstrationen, Blockaden, symbolische Aktionen, Streiks, Flugblätter und Redebeiträge, aber auch Performance oder Kommunikationsguerilla. Es kann jedoch auch zu Gewalt gegen Sachen und Personen sowie Mobbing gegenüber Hochschulpersonal kommen; in diesem Fall spricht man dann auch von Studentenunruhen oder Studentenrevolten. Auch Konflikte zwischen Studierenden und Stadtbewohnern waren in der Vergangenheit keine Seltenheit.
Soweit sich studentischer Widerstand ausschließlich gegen die Ausgestaltung der Bildungspolitik richtet (z. B. bei der Einführung von Studiengebühren in Deutschland), wird heute überwiegend vom Studentenprotest gesprochen.

## Wichtige Studentenbewegungen

### 19. Jahrhundert
- im Vormärz in Deutschland: Urburschenschaft (1815), Wartburgfest (1817), Hambacher Fest (1832), Frankfurter Wachensturm (1833), Der Hessische Landbote (1834) von Georg Büchner
- in der Julirevolution 1830 in Frankreich
- gegen Ende des 19. Jahrhunderts in Böhmen (Omladina)

### 20. Jahrhundert
- 1919 in China: Bewegung des vierten Mai
- 1930er Jahre: Nationalsozialistische Studentenbewegung
- 1937 in Myanmar (Birma): Studentenbewegung der Thakin (Thakin-Bewegung)
- 1959/60 in Japan: Zengakuren und Bund protestieren zusammen mit Gewerkschaften gegen die Neuauflage des Sicherheitsvertrages mit den USA

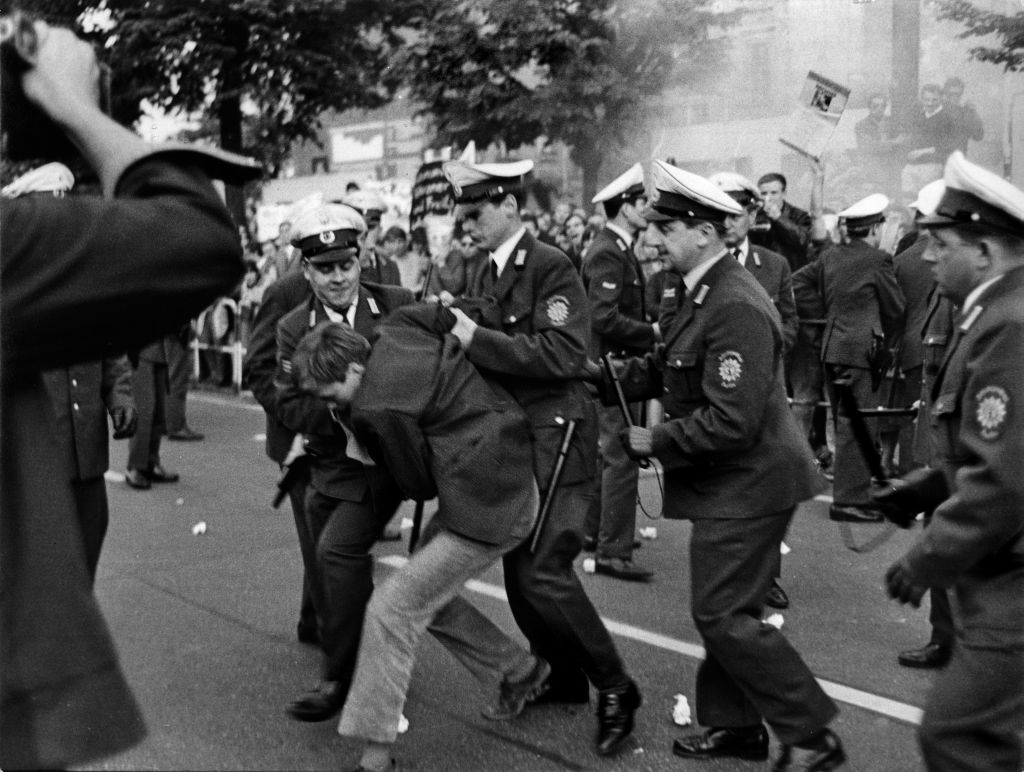
Studentenrevolte in West-Berlin 1968

- in den 1960er Jahren in westlichen Demokratien:
- allgemein: 68er-Bewegung
  - USA: Free Speech Movement, Students for a Democratic Society, Bürgerrechtsbewegung (Civil Rights Movement) und die Bewegung der Vietnam-Kriegsgegner
  - Deutschland: Westdeutsche Studentenbewegung der 1960er Jahre und Außerparlamentarische Opposition, siehe auch Rudi Dutschke und Benno Ohnesorg. Studentenbewegung 1970er Jahre: Studentenstreik 1976/77
  - Frankreich: Mai 68
  - Japan: Gakuren, Bund, Zengakuren, Nichigakudō, Zenkoku Gakkyō

- 1968 in der Tschechoslowakei: Prager Frühling (teilweise auch studentischer Widerstand)

- in den 1960er Jahren Mexiko: Massaker von Tlatelolco

- Jan. bis März 1970 der First Quarter Storm in Manila

- 1973 in Äthiopien: Studentenbewegung der Haile-Selassie-Universität

- ab 1989 in den Staaten des ehemaligen Ostblocks:
  - Chinesische Studentenbewegung (1989)
  - Otpor in Serbien

### 21. Jahrhundert
- Kmara in Georgien
- Pora! in der Ukraine
- KelKel in Kirgisistan
- Subr in Belarus
- Scholarism in Hongkong